# Indopadilla kanniyakumari
Espèce
Indopadilla kanniyakumari est une espèce d'araignées aranéomorphes de la famille des Salticidae.

## Distribution
Cette espèce est endémique du Tamil Nadu en Inde,. Elle se rencontre dans le district de Kanniyakumari.

## Description
Le mâle holotype mesure 7,05 mm et la femelle paratype 6,51 mm.

## Systématique et taxinomie
Cette espèce a été décrite par Kadam et Tripathi en 2024.

## Étymologie
Son nom d'espèce lui a été donné en référence au lieu de sa découverte, le district de Kanniyakumari.

## Publication originale
- Kadam, Sudhikumar & Tripathi, 2024 : « A new Indopadilla Caleb & Sankaran, 2019 (Araneae: Salticidae) from the Western Ghats, Tamil Nadu, India. » Arachnology, vol. 19, no 7, p. 1025-1028.